# 塞尔达传说系列CD-i游戏
《林克：恶魔面庞》、《塞尔达：伽美隆之杖》和《塞尔达历险记》是三部在由飛利浦生产的CD-i上发行的动作冒险游戏。由于任天堂决定不采用飞利浦的CD作为超级任天堂的附属设备。飞利浦获得了使用任天堂的角色在其CD-i制作第三方游戏。《林克：恶魔面庞》和《塞尔达：伽美隆之杖》由Animation Magic制作，于1993年10月10日发行。《塞尔达历险记》由Viridis制作在1994年6月5日发行。
由于CD-i销售情况并不好，这些游戏的销售数量相对较少。但在当时，这些游戏收到正面评价。至21世纪00年代中期，这些游戏收到普遍负面评价，而且被視為史上最糟糕的遊戲之一。